# Метью Воллс
Метью Воллс (англ. Matt Walls; нар. 20 квітня 1998) — британський велогонщик, олімпійський чемпіон та срібний призер Олімпійських ігор 2020 року, призер чемпіонатів світу та Європи.

## Виступи на Олімпіадах
| Олімпіада  | Дисципліна | Місце |
| ---------- | ---------- | ----- |
| Токіо 2020 | омніум     | 1     |
| Токіо 2020 | медісон    | 2     |